# Kétyla Teodoro
Kétyla Paula Pereira Teodoro (Rolim de Moura, 18 de novembro de 1995) é uma atleta paralímpica brasileira.

## Biografia e carreira
Kétyla é natural de Rolim de Moura, em Rondônia. É portadora da doença de Stargardt. Enxergou até os treze anos, quando sua visão se deteriorou rapidamente, resultando em baixa visão.
Em julho de 2018 disputou o Grand Prix de Berlim, em que conquistou a medalha de prata nos 200 metros rasos feminino classe T12 com o tempo de 27s16.
Nos Jogos Parapan-Americanos de Lima 2019, foi medalhista de bronze nos 400 metros rasos com a marca de 58s91. Em novembro de 2019, esteve no Mundial de Atletismo de Dubai, ficando em quinto lugar nos 400 metros e sétimo nos 200 metros.
Em março de 2021 a atleta contraiu COVID-19, doença que desencadeou uma patologia cardíaca e a afastou dos treinamentos por 104 dias. Isso quase a deixou fora das Paralimpíadas de Tóquio 2020 – realizadas entre agosto e setembro de 2021.
Conseguiu recuperar-se a tempo de representar o Brasil nos Jogos Paralímpicos, disputando os 200 metros classe T12, em que não conseguiu chegar até a final. Nos 400 metros, foi desclassificada nas semifinais por conta de uma irregularidade em sua corrida.
Em outubro de 2022, no Open de Atletismo Paralímpico de Lima, no Peru, foi medalha de prata nos 200 metros e ouro nos 400 metros.

## Principais conquistas
Open de Atletismo Paralímpico
- Ouro – 400 metros (Lima 2022)
- Prata – 200 metros (Lima 2022)

Jogos Parapan-Americanos
- Bronze – 400 metros (Lima 2019)

Grand Prix de Berlim
- Prata – 200 metros (2018)